# Фолквілл (Алабама)
Фолквілл (англ. Falkville) — місто (англ. town) в США, в окрузі Морган штату Алабама. Населення — 1197 осіб (2020).

## Географія
Фолквілл розташований за координатами 34°22′37″ пн. ш. 86°54′34″ зх. д. / 34.37694° пн. ш. 86.90944° зх. д. (34.377019, -86.909547).  За даними Бюро перепису населення США в 2010 році місто мало площу 9,83 км², з яких 9,79 км² — суходіл та 0,05 км² — водойми.

## Демографія
Згідно з переписом 2010 року, у місті мешкало 1279 осіб у 387 домогосподарствах у складі 274 родин. Густота населення становила 130 осіб/км².  Було 437 помешкань (44/км²).
Расовий склад населення:
| - 92,1 % — білих - 3,4 % — чорних або афроамериканців - 1,1 % — корінних американців - 0,2 % — вихідців з тихоокеанських островів - 0,1 % — азіатів - 1,3 % — осіб інших рас |

До двох чи більше рас належало 1,8 %. Частка іспаномовних становила 2,2 % від усіх жителів.
За віковим діапазоном населення розподілялося таким чином: 18,5 % — особи молодші 18 років, 48,9 % — особи у віці 18—64 років, 32,6 % — особи у віці 65 років та старші. Медіана віку мешканця становила 48,1 року. На 100 осіб жіночої статі у місті припадало 68,7 чоловіків;  на 100 жінок у віці від 18 років та старших — 64,5 чоловіків також старших 18 років.
Середній дохід на одне домашнє господарство  становив 43 284 долари США (медіана — 33 846), а середній дохід на одну сім'ю — 49 595 доларів (медіана — 40 536). Медіана доходів становила 35 909 доларів для чоловіків та 36 071 долар для жінок. За межею бідності перебувало 26,0 % осіб, у тому числі 27,8 % дітей у віці до 18 років та 6,7 % осіб у віці 65 років та старших.
Цивільне працевлаштоване населення становило 355 осіб. Основні галузі зайнятості: виробництво — 32,1 %, освіта, охорона здоров'я та соціальна допомога — 24,8 %, роздрібна торгівля — 11,3 %, будівництво — 7,3 %.